# فرانسيسكو ريدي
فرانسيسكو ريدي (بالإيطالية: Francesco Redi)‏ ‏(19 فبراير 1626 - 1 مارس 1697)، طبيب وعالم طبيعية وأحياء وشاعر إيطالي. يُعرف بأنه «مؤسس علم الأحياء التجريبي». كما يُلقب «بأبو علم الطفيليات الحديث». كان أول من ساهم في دحض نظرية التولد الذاتي عن طريق تجارب على النغفة، وأثبت أن الديدان تأتي من بيض الحشرات الطائرة.
بينت أن كائنات حية معينة – وبخاصة يرقات الذباب في اللحم النتن – لا تنشأ إلا عند تكاثر كائنات حية شبيهة بها. أهم أعماله الشعرية نشيد دثرامبي بعنوان ”باخوس في تسكانيا“. كان طبيب للبلاط وأدواق تسكانيا.

## السيرة الذاتية
فرانسيسكو هو ابن جريجوريو ريدي وسيسيليا دي غينسي. ولد في مدينة أريتسو في 18 فبراير 1626. كان والِده طبيباً مشهوراً في فلورنسا. بعد دراسته في اليسوعية التحق جامعة بيزا، حيث حصل على درجة الدكتوراه في الفلسفة والطب في 1647 وكان بعمر 21 سنة. كان كثير التنقل حيثُ انتقل إلى روما ثم نابولي ثم بولونيا ثم بادوا ثم البندقية، وأخيرا استقر في فلورنسا في عام 1648. وعمل هُناك في كلية الطب وكان المُشرف على صيدلية فرديناندو الثاني دي ميديشي، ثم خليفته كوزيمو الثالث.
ومن هنا التي تحققت مُعظم الأعمال الأكاديمية له، مما أكسبه العضوية في أكاديمية دي لنسي. وكان أيضاً عضواً في أكاديمية الفنون ديل كومينتو (أكاديمية تجربة) من 1657 إلى 1667.
مات في نومه في 1 مارس 1697 في بيزا وأعيدت رفاته إلى أريتسو للدفن.

## وصلات خارجية
- فرانسيسكو ريدي على موقع الموسوعة البريطانية (الإنجليزية)